# Gloeobacter
Gloeobacter is een geslacht van cyanobacteriën. Het is de zustergroep van alle andere cyanobacteriën. Gloeobacter is uniek omdat de thylakoïdes ontbreken die karakteristiek zijn voor cyanobacteriën en bladgroenkorrels. De eiwitcomplexen die het licht invangen (phycobilisomen) zijn in plaats daarvan bevestigd aan de binnenkant van het plasmamembraan.
Het hele genoom van Gloeobacter violaceus (stam PCC 7421), en van Gloeobacter kilaueensis is gesequencet. Veel van de genen en enzymen die bij cyanobacteriën en bladgroenkorrels verantwoordelijk zijn voor fotosynthese (fotosysteem I en II) ontbreken bij Gloeobacter.

## Uiterlijk
G. violaceus produceert een scala van pigmenten, waaronder chlorofyl a, β-caroteen, oscillol diglycoside, en echinenone. De purperen kleur wordt veroorzaakt door het relatief lage chlorofylgehalte. G. kilaueensis groeit in een purperkleurige biofilm van ongeveer 0,5 mm dik. De kolonies zijn donkerpaars, glad, glanzend en opgeheven. De cellen van G. kilaueensis zijn solitair, capsule-vormig, ongeveer 3.5×1.5 µm, en omgeven door een slijmlaag. Ze delen zich in de dwarsrichting. De cellen kleuren gramnegatief, en zijn niet vancomycineresistent. Ze zijn onbeweeglijk en groeien niet in het donker en zijn dus hoogstwaarschijnlijk obligaat fotoautotroof.

## Soorten en verspreiding
- Gloeobacter violaceus Rippka, Waterbury & Cohen-Bazire, 1974 is gevonden op een kalksteenrots in het kanton Obwalden, Zwitserland.
- Gloeobacter kilaueensis Saw, Schatz, Brown, Kunkel, Foster, Shick, et al., 2013 is gevonden in een lavagrot in de Kilauea-caldera op het hoofdeiland van Hawaï. Hij groeide bij een temperatuur van ongeveer 30 graden en zeer hoge luchtvochtigheid, waarbij condens neerslaat en van de biofilm afdruipt.

De Gloeobacteria zouden zich tussen de 3,7 en 3,2 miljard jaar geleden hebben afgescheiden van de andere Cyanobacteria. De beide soorten Gloeobacter zouden 280 miljoen jaar geleden uit elkaar zijn gegaan.